# Robertas Vėževičius
Robertas Vėževičius (Ukmergė, 5 gennaio 1986) è un ex calciatore lituano, di ruolo centrocampista.

## Carriera

### Club
In carriera ha collezionato complessivamente 27 partite nelle competizioni europee, 4 in Champions League e 23 in Europa League, mettendo a segno anche tre reti.

### Nazionale
Ha giocato nella nazionale lituana Under-21.

## Palmarès

### Club

#### Competizioni nazionali
- Campionato lituano: 3

Sūduva: 2017, 2018, 2019
- Supercoppa di Lituania: 2

Sūduva: 2018, 2019
- Coppa di Lituania: 1

Sūduva: 2019